# 아돌프 히틀러의 지시령 목록
아돌프 히틀러의 지시령 또는 퓌러 지시령(Führer's directives)은 아돌프 히틀러 자신이 직접 만든 전략 및 계획 지침이다. 이 지시령에는 제2차 세계 대전 기간 동안 상세한 방향의 군사 진격, 점령 지역 정책 및 인구 지배 정책을 다루고 있었다. 나치 정권 아래에서 이들은 지시령을 따랐고 법을 대체하기도 했다. 총 52개 명령이 있다. 이 지시령은 전쟁 말기 내려진 총통 명령(Führer's orders)과는 구분되며 명령이 더 정확하고 낮은 수준에 있으며 서면 또는 구두로 내렸다. 이들은 일련의 지침으로 단단히 구속되어 있었다.

## 지시령 목록
| 번호    | 날짜                       | 주제 | 참조                                                                          | 지시령 전문                                                                         |
| ------- | -------------------------- | --- | ----------------------------------------------------------------------------- | ----------------------------------------------------------------------------------- |
| 1       | 1939년 8월 31일            | Plan of Attack on Poland - 폴란드 공격계획 | 폴란드 침공                                                                   | 전문 보관됨 2016-02-22 - 웨이백 머신                                                |
| 2       | 1939년 9월 3일             | Hostilities in the West - 서부의 적대 |                                                                               |                                                                                     |
| 3       | 1939년 9월 9일             | Transfer of Forces from Poland to the West - 폴란드에서 서부전선으로 군 이동                                                                                            |                                                                               |                                                                                     |
| 4       | 1939년 9월 25일            | Finishing the War in Poland - 폴란드 전쟁의 끝 |                                                                               |                                                                                     |
| 5       | 1939년 9월 30일            | Partition of Poland - 폴란드 분할 |                                                                               |                                                                                     |
| 6       | 1939년 10월 9일            | Plans for Offensive in the West - 서부 공세 계획 |                                                                               |                                                                                     |
| 7       | 1939년 10월 18일           | Preparations for Attack in the West - 서부 공세 준비 |                                                                               |                                                                                     |
| 8       | 1939년 11월 20일           | Further Preparations for Attack in the West - 서부 공세 후속 준비 |                                                                               |                                                                                     |
| 9       | 1939년 11월 29일           | Instructions for Warfare against the Economy of the Enemy - 적군의 경제 전쟁에 대한 대응 지침                                                                           |                                                                               |                                                                                     |
| 10      | 1940년 1월 19일 ~ 2월 18일 | Concentration of Forces for "Undertaking Yellow" - "황색 작전"을 위한 군 설계                                                                                           |                                                                               |                                                                                     |
| 10a     | 1940년 3월                 | Case "Weser Exercise" against Denmark and Norway - 덴마크와 노르웨이의 "베저 강 연습" 작전                                                                              | 베저위붕 작전                                                                 |                                                                                     |
| 11      | 1940년 5월 14일            | The Offensive in the West - 서부 공세 |                                                                               |                                                                                     |
| 12      | 1940년 5월 18일            | Prosecution of the Attack in the West - 서부 공격 준비 |                                                                               |                                                                                     |
| 13      | 1940년 5월 24일            | Next Object in the West - 서부 전선의 다음 목표 |                                                                               |                                                                                     |
| 14      | 1940년 6월 8일             | Continuation of the Offensive in France - 프랑스 공세를 위한 후속 작전                                                                                                  |                                                                               |                                                                                     |
| 15      | 1940년 6월 14일            | Advance on the Loire - 로렌 진격 작전 |                                                                               |                                                                                     |
| 16      | 1940년 6월 16일            | 바다사자 작전 |                                                                               | 전문 보관됨 2016-03-03 - 웨이백 머신                                                |
| 17      | 1940년 8월 1일             | Battle of Britain - 브리튼 항공전 |                                                                               | 전문 보관됨 2016-03-03 - 웨이백 머신                                                |
| 18      | 1940년 11월 12일           | Seizure of Gibraltar - 지브롤터 점령 | 펠릭스 작전                                                                   | 전문 보관됨 2019-05-19 - 웨이백 머신                                                |
| 19      | 1940년 12월 10일           | German occupation of Vichy France - 독일의 비시 프랑스 점령 | 아틸라 작전                                                                   | 전문 보관됨 2014-02-17 - 웨이백 머신                                                |
| 20      | 1940년 12월 13일           | German invasion of Greece - 독일의 그리스 침공 | 그리스 공방전                                                                 | 전문 보관됨 2012-02-29 - 웨이백 머신                                                |
| 21      | 1940년 12월 18일           | Invasion of the Soviet Union - 소련 침공 | 바르바로사 작전                                                               | 전문 보관됨 2021-07-17 - 웨이백 머신; Alt. ull text 보관됨 2014-02-18 - 웨이백 머신 |
| 22      | 1941년 1월 11일            | German Support for Battles in the Mediterranean Area - 지중해 지역 전투에서 독일의 지원                                                                                 |                                                                               |                                                                                     |
| 23      | 1941년 2월 6일             | Directions for Operations against the English War Economy - 영국 전쟁경제에 대항할 작전 지침                                                                            |                                                                               |                                                                                     |
| 24      | 1941년 3월 5일             | Co-operation with Japan - 일본과의 협력 |                                                                               |                                                                                     |
| 25      | 1941년 3월 27일            | Plan of Attack on Yugoslavia - 유고슬라비아 공격 계획 | 유고슬라비아 침공                                                             |                                                                                     |
| 26      | 1941년 4월 3일             | Co-operation with our Allies in the Balkans - 발칸 동맹과의 협력 |                                                                               |                                                                                     |
| 27      | 1941년 4월 4일             | Plan of Attack on Greece - 그리스 공격 계획 |                                                                               |                                                                                     |
| 28      | 1941년 4월 25일            | Invasion of Crete - 크레타 침공 | 크레타 전투                                                                   | 전문 보관됨 2012-11-02 - 웨이백 머신                                                |
| 29      | 1941년 5월 17일            | Proposed Military Government of Greece - 그리스 군정 계획 |                                                                               | 전문 보관됨 2014-07-03 - 웨이백 머신                                                |
| 30      | 1941년 5월 23일            | Support of anti-British forces in Iraq - 이라크의 반영 세력 지원 | 히틀러 지시령 30호 참조)                                                      |                                                                                     |
| 31      | 1941년 6월 9일             | German Military Organisation in the Balkans - 발칸반도의 독일 군사조직                                                                                                  |                                                                               |                                                                                     |
| 32      | 1941년 7월 11일            | Plans following defeat of the Soviet Union - 소련의 패배 이후 계획 | 오리엔트 작전                                                                 | 전문 보관됨 2014-07-01 - 웨이백 머신                                                |
| 32 부록 | 1941년 7월 14일            | Use of resources following defeat of the Soviet Union - 소련 패배 이후 자원 활용 계획                                                                                   |                                                                               | 전문 보관됨 2014-07-03 - 웨이백 머신                                                |
| 33      | 1941년 7월 19일            | Continuation of the War in the East - 동방의 후속 전쟁 계획 | 2개 기갑 집단이 중앙 집단군에서 빠져나와 모스크바를 공격할 병력이 부족해졌다. |                                                                                     |
| 34      | 1941년 7월 30일            | Strengthening Soviet resistance - 소련 저항군 강화 |                                                                               |                                                                                     |
| 34 부록 | 1941년 8월 12일            | |                                                                               |                                                                                     |
| 35      | 1941년 9월 6일             | Moscow Offensive - 모스크바 공세 | 태풍 작전                                                                     |                                                                                     |
| 36      | 1941년 9월 22일            | Instructions for Winter operations in Norway - 노르웨이의 겨울 작전 지침                                                                                                | 노르웨이 주변에서 겨울 작전을 위한 육군 사령부, 공군, 해군을 위한 지침        |                                                                                     |
| 37      | 1941년 10월 10일           | |                                                                               |                                                                                     |
| 38      | 1941년 12월 2일            | |                                                                               |                                                                                     |
| 39      | 1941년 12월 8일            | Abandoning the Offensive - 공세 포기 |                                                                               |                                                                                     |
| 40      | 1942년 3월 23일            | Competence of Commanders in Coastal Areas - 해안 지역 지휘관의 권한 | 해안에 위치한 대서양 방벽 지휘 기구                                           | Full text 보관됨 2015-01-15 - 웨이백 머신                                           |
| 41      | 1942년 4월 5일             | Summer Campaign in the Soviet Union - 소련의 여름 공세 계획 | 청색 작전                                                                     |                                                                                     |
| 42      | 1942년 5월 29일            | Instructions for operations against unoccupied France and the Iberian Peninsula - 이베리아 반도 및 점령하지 않은 프랑스에 대한 작전 지침                                | 아틸라 작전이 안톤 작전으로 대체됨. 이사벨라 작전 취소.                       | 전문 보관됨 2015-01-15 - 웨이백 머신                                                |
| 43      | 1942년 7월 11일            | Continuation of Operations from the Crimea - 크림 반도에 대한 후속 작전                                                                                                 |                                                                               |                                                                                     |
| 44      | 1942년 7월 22일            | Operations in Northern Finland - 핀란드 북부 작전 |                                                                               |                                                                                     |
| 45      | 1942년 7월 23일            | Continuation of Operation Brunswick - 브런즈윅 작전의 후속 작전 |                                                                               |                                                                                     |
| 46      | 1942년 8월 18일            | Instructions for Intensified Action Against Banditry in the East - 동부의 저항군에 대한 강화된 억압 지침                                                                |                                                                               |                                                                                     |
| 47      | 1942년 12월 28일           | |                                                                               |                                                                                     |
| 48      | 1943년 7월 26일            | Command and defence measures in the southeast - 남동부 지역의 방어 및 지휘                                                                                              |                                                                               |                                                                                     |
| 49      |                            | | Did not survive?                                                              |                                                                                     |
| 50      | 1943년 12월 28일           | Concerning the preparations for the withdrawal of 20th Mountain Army to Northern Finland and Northern Norway - 20 산악군의 북부 핀란드 및 노프웨이로의 후퇴에 대한 준비 |                                                                               |                                                                                     |
| 51      | 1943년 11월 3일            | Preparations for a two-front war - 양면전선 준비 작전 |                                                                               | 전문 보관됨 2014-12-24 - 웨이백 머신                                                |
| 52      | 1944년 1월 28일            | Battle of Rome - 로마 전투 | 몬테 카시노 전투                                                              |                                                                                     |